# Mk 4 Folding-Fin Aerial Rocket

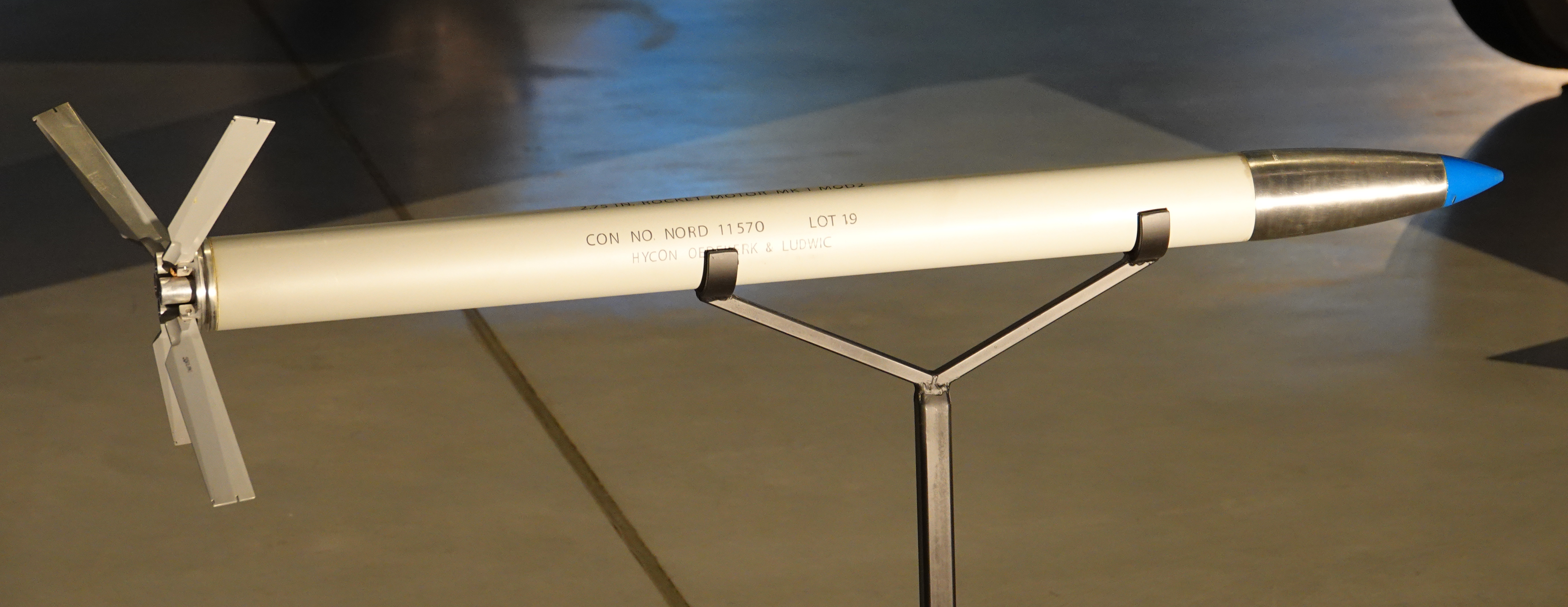
Roquette Mighty Mouse au Steven F. Udvar-Hazy Center, Virginia

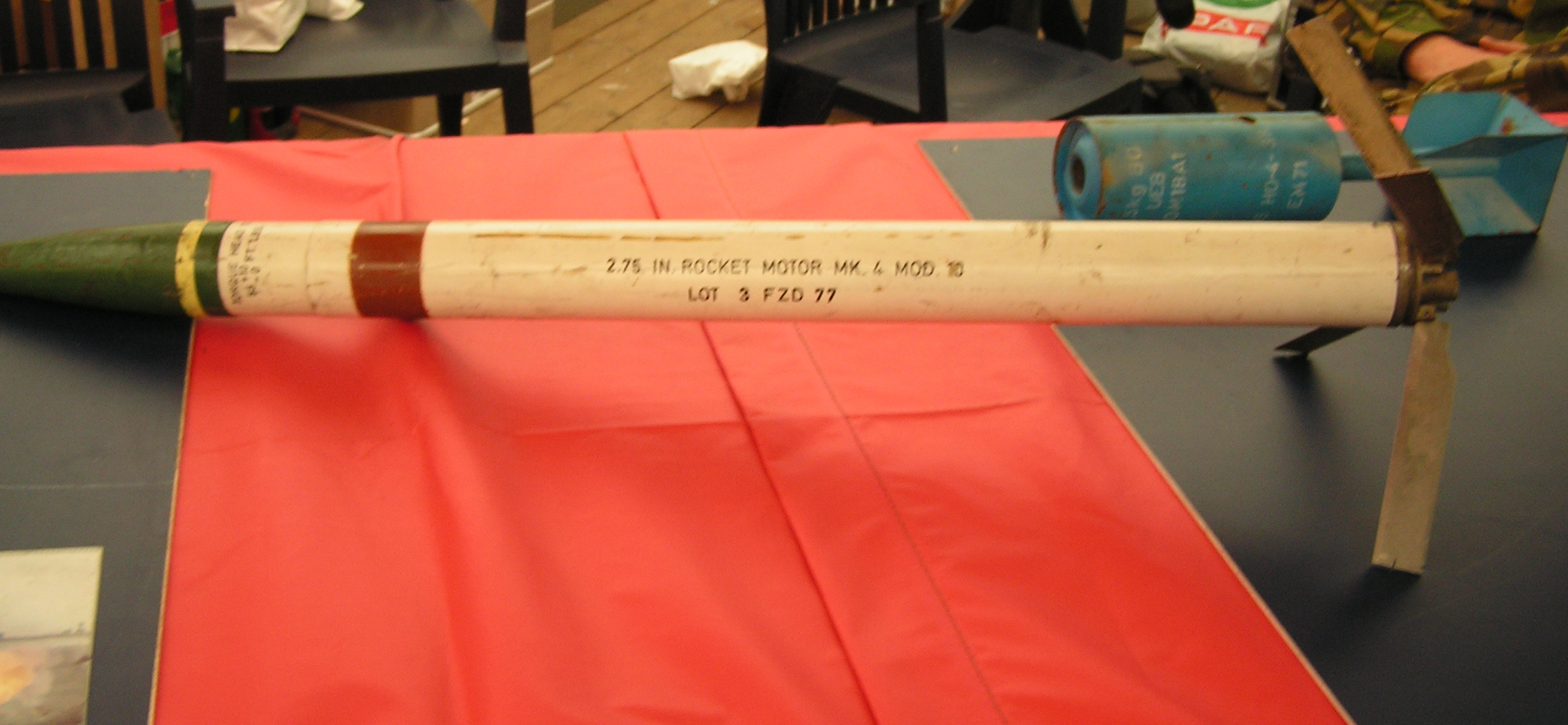
Roquette Mk 4 mod 10 à la Volkel Air Base

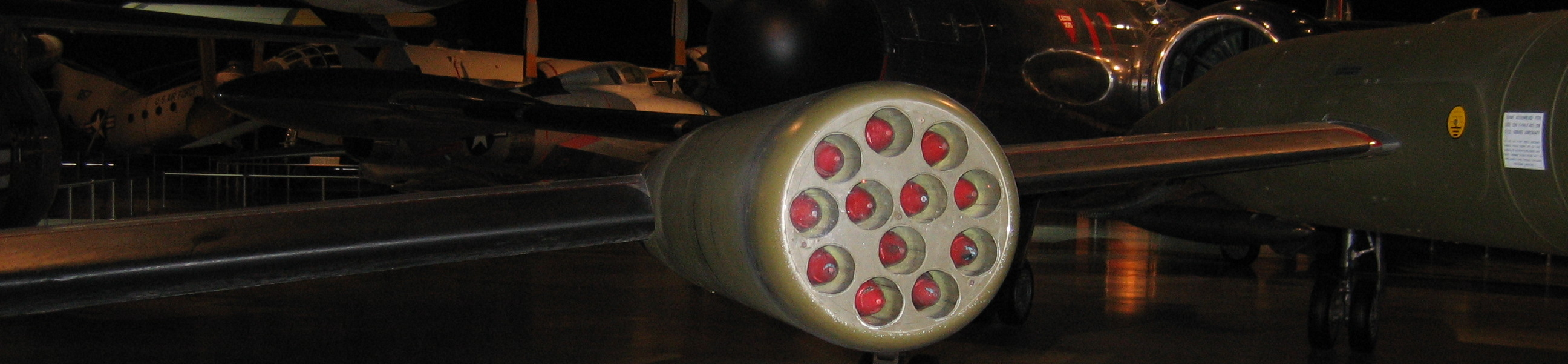
Nacelle lance-roquette sur l'aile d'un F-94C

La fusée aérienne à ailettes pliantes Mk 4 (FFAR), également connue sous le nom de Mighty Mouse, était une fusée non guidée utilisée par les avions militaires américains. 2.75 pouces (70 mm) de diamètre. Elle a été conçue comme une arme air-air pour les avions intercepteurs pour abattre les bombardiers ennemis, mais fut principalement utilisée comme une arme air-sol. La FFAR a été développée dans la série moderne Hydra 70, qui est toujours en service.

## Description
La fusée n'a pas besoin d'un impact direct pour causer un dommage à un objectif adverse, elle explose à proximité.

## Lanceurs de l'US Air Force
- Lanceurs désignés par l'US Air Force system:

| Désignation | Description |
| ----------- | --- |
| LAU-3/A     | 19-Tube 70 mm (2.75”) rocket launcher                                                                                  |
| LAU-3A/A    | LAU-3/A variant; differences unknown                                                                                   |
| LAU-3B/A    | LAU-3A/A variant; differences unknown; US Army XM159                                                                   |
| LAU-3C/A    | LAU-3B/A variant; supports single or ripple fire                                                                       |
| LAU-3D/A    | LAU-3C/A variant; differences unknown                                                                                  |
| LAU-32/A    | 7-Tube 70 mm (2.75”) rocket launcher                                                                                   |
| LAU-32A/A   | LAU-32/A variant; differences unknown; US Army XM157A                                                                  |
| LAU-32B/A   | LAU-32A/A variant; differences unknown                                                                                 |
| LAU-49/A    | 7-Tube 70 mm (2.75”) rocket launcher                                                                                   |
| LAU-51/A    | 19-Tube 70 mm (2.75”) rocket launcher                                                                                  |
| LAU-59/A    | 7-Tube 70 mm (2.75”) rocket launcher                                                                                   |
| LAU-60/A    | 19-Tube 70 mm (2.75”) rocket launcher; similar to LAU-3/A series except in the position of the grounding safety device |
| LAU-61/A    | 19-Tube 70 mm (2.75”) rocket launcher; US Army M159A1                                                                  |
| LAU-61A/A   | LAU-61/A variant; differences unknown                                                                                  |
| LAU-61B/A   | LAU-61A/A variant; differences unknown                                                                                 |
| LAU-68/A    | 7-Tube 70 mm (2.75”) rocket launcher; US Army M158A1                                                                   |
| LAU-68A/A   | LAU-68/A variant; differences unknown                                                                                  |
| LAU-68B/A   | LAU-68A/A variant; differences unknown                                                                                 |
| LAU-68C/A   | LAU-68/A variant; differences unknown                                                                                  |
| LAU-69/A    | 19-Tube 70 mm (2.75”) rocket launcher; US Army M200A1                                                                  |